# 의정부경찰서
의정부경찰서(議政府警察署, Uijeongbu Police Station)는 경기도북부경찰청이 관할하는 경찰서 중 하나이다. 경기도 의정부시 일대를 관할한다. 경기도 의정부시 호국로 1265에 위치하고 있다.
서장은 총경으로 보한다.
의정부동부경찰서 개서가 확정되었으며, 2025년 1월에 착공할 예정이다. 2026년 12월에 의정부동부경찰서가 개서하면 기존의 정부경찰서는 의정부서부경찰서로 개칭될 예정이다.

## 기본 정보
- 주소: 경기도 의정부시 호국로 1265 (의정부동)
- 우편번호: 11664

## 관할 파출소 및 지구대
의정부경찰서는 4개의 지구대와 1개의 파출소를 산하에 두고 있다.
| 명칭       | 사진 | 주소                     | 관할구역 | 치안센터     |
| ---------- | ---- | ------------------------ | --- | ------------ |
| 금오지구대 |      | 추동로108번길 1 (신곡동) | 금오동, 신곡2동, 자일동 일부, 녹양동 일부, 의정부1동 일부, 가능1동 일부, 신곡1동 일부, 용현동 일부, 낙양동 일부 |              |
| 신곡지구대 |      | 경의로 119 (의정부동)    | 신곡1동 일부, 의정부1·3동 일부, 장암동 일부                                                                     | 동부치안센터 |
| 가능지구대 |      | 호국로 1171 (가능동)     | 가능2·3동, 의정부2동, 의정부3동 일부                                                                            | 북부치안센터 |
| 송산지구대 |      | 용민로 119 (민락동)      | 고산동, 산곡동, 낙양동, 민락동, 용현동 일부                                                                     | 송산치안센터 |
| 호원파출소 |      | 평화로 159 (호원동)      | 호원1동, 호원2동 일부, 장암동 일부                                                                              |              |

## 같이 보기
- 경기도북부경찰청